# Tusitala lyrata
Tusitala lyrata es una especie de araña saltarina del género Tusitala, familia Salticidae. Fue descrita científicamente por Simon en 1903.
Habita en África.